# Lee Chun-soo
Lee Chun-Soo (Incheon, 9 de julho de 1981) é um ex-futebolista sul-coreano, que atuava como atacante.

## Carreira
Lee Chun-Soo atuou pela Seleção da Coreia do Sul na Copa do Mundo 2002 - realizada em conjunto entre a própria Coreia do Sul e o Japão-, na Copa do Mundo de 2006 na qual marcou um dos gols da vitória de sua seleção sobre Togo; disputou, também, as Olimpíadas de 2000 e 2004.
Atuou em uma das mais importantes ligas do futebol europeu, quando esteve com contrato com a Real Sociedad da Espanha, além de ter sido um renomado jogador em sua terra natal.